# Аллен Бард
Аллен Бард (англ. Allen J. Bard; 18 грудня 1933, Нью-Йорк — 11 лютого 2024, Остін, Техас) — американський учений-хімік, фахівець з фізичної хімії та електрохімії. Співробітник Техаського університету.
В 1956 році здобув ступінь магістра і в 1958 році — ступінь доктора філософії в Гарвардському університеті. З 1958 року працює в Техаському університеті в Остіні. З 1982 по 2001 рік головний редактор «Journal of the American Chemical Society».
В 2011 році 11-й найцитованіший з нині живих хіміків (індекс Хірша = 118).
Автор фундаментального підручника з електрохімії “Electrochemical Methods – Fundamentals and Applications” (у співавт. з Larry Faulkner)

## Нагороди та визнання
- 1982: член НАН США[15]
- 1984: Bruno Breyer Memorial Award, Royal Australian Chemical Institute[en]
- 1986: Премія з математичних та фізичних наук Нью-Йоркської академії наук
- 1987: Медаль Вілларда Гіббза Чиказької секції Американського хімічного товариства
- 1987: Премія століття, Королівське хімічне товариство
- 1987: Electrochemical Society Olin Palladium Medal
- 1988: Analytical Chemistry Award in Electrochemistry Американського хімічного товариства
- 1990: член Американської академії мистецтв і наук[16]
- 1992: Медаль Луїджі Гальвані Італійського хімічного товариства
- 1994: Лекції 3M, канадський Університет Західного Онтаріо
- 1998: Премія НАН США з хімічних наук[en]
- 1999: член Американського філософського товариства
- 2002: Медаль Прістлі (2002), найвища відзнака Американського хімічного товариства
- 2004: Премія Велча з хімії
- 2008: Премія Вольфа з хімії
- 2011: Національна наукова медаль США[17].
- 2013: Премія Енріко Фермі
- 2019: Міжнародна премія короля Фейсала

## Доробок
- Chemical Equilibrium. Harper and Row, New York 1966
- mit Larry R. Faulkner: Electrochemical Methods. Fundamentals and Applications. 1980, 2. Auflage, Wiley 2001
- Integrated chemical systems. A chemical approach to Nanotechnology. Wiley 1994
- mit Michael Mirkin (Herausgeber): Scanning electrochemical microscopy. Marcel Dekker 2001